# Non-sionisme
Le non-sionisme est la position politique des Juifs qui « étaient [ou sont] disposés à aider à soutenir une immigration juive dépolitisée en Palestine (...) mais ne viendront pas en Aliyah ».

## Différence avec l'antisionisme
Selon Yoram Dinstein, « il y a une différence marquée entre le non-sionisme et l'antisionisme : un non-sioniste peut remettre en question le fondement théorique du concept de "rassemblement des exilés" dans un Etat juif indépendant : s'il est juif, il ne choisira pas de vivre en Israël, il n'approuvera pas non plus l'idée que d'autres Juifs y vivent (...) mais les antisionistes ne trouvent pas suffisant d'être insatisfaits d'une décision prise et mise en œuvre il y a longtemps. L'évaluation de la situation se limite à un cadre historique (et, par conséquent, théorique) : non seulement ils ont une opinion défavorable sur l'établissement d'Israël dans le passé, mais ils contestent la légitimité d'Israël en tant qu'État dans le temps présent et l'avenir. »

## Définitions contemporaines

### Haredim non-sioniste
Généralement, les groupes Haredim ashkénazes qui participent au gouvernement israélien mais n'adhèrent pas à l'idéologie religieuse du sionisme sont connus comme « non-sionistes »[réf. souhaitée].

## Parti politique non-sioniste actuel
- Hadash[3]